# Костинський Григорій Борисович
Костинський Григорій Борисович (народився 19 травня 1951 в селі Рагівка Поліського району Київської області) — гістолог, доктор медичних наук, професор, академік Міжнародної академії інтегративної антропології, директор Інституту гомеопатії «Протос», ректор Міжнародної академії екології та медицини, громадський діяч.

## Біографія
Закінчив середню школу із золотою медаллю. Навчався в Київському медичному інституті ім. Академіка А. А. Богомольця, отримав диплом з відзнакою. Після аспірантури Григорій Костинський працював на кафедрі гістології та ембріології асистентом, а пізніше — доцентом. З 1992 р. — завідувач кафедри та проректор Медичного інституту Української асоціації народної медицини. З 2003 р. Г. Б. Костинський — перший проректор і завідувач кафедри морфології та фізіології людини Інституту екології та медицини. В даний час працює ректором і завідувачем кафедри Міжнародної академії екології та медицини.

## Громадська діяльність
У 1999—2002 рр. Костинський Григорій Борисович був помічником-консультантом народного депутата України в Апараті Верховної Ради України. Один із засновників, а потім — заступник голови Патріотичної партії України. Обирався заступником голови Київської міської організації, депутатом Київської міської та Печерської районної ради.